# Liste der Kreisstraßen im Landkreis Aschaffenburg
Die Liste der Kreisstraßen im Landkreis Aschaffenburg ist eine Auflistung der Kreisstraßen im bayerischen Landkreis Aschaffenburg mit deren Verlauf.

## Abkürzungen
- AB: Kreisstraße im Landkreis Aschaffenburg
- ABs: Kreisstraße in Aschaffenburg
- K: Kreisstraße in Hessen
- MIL: Kreisstraße im Landkreis Miltenberg
- MSP: Kreisstraße im Landkreis Main-Spessart
- St: Staatsstraße in Bayern

## Liste
Nicht vorhandene bzw. nicht nachgewiesene Kreisstraßen werden in Kursivdruck gekennzeichnet, ebenso Straßen und Straßenabschnitte, die unabhängig vom Grund (Herabstufung zu einer Gemeindestraße oder Höherstufung) keine Kreisstraßen mehr sind.
Der Straßenverlauf wird in der Regel von Nord nach Süd und von West nach Ost angegeben.
| Nr. AB | Verlauf |
| ------ | --- |
| AB 1   | AB 3 in Pflaumheim – Landkreisgrenze – (MIL 32 im Landkreis Miltenberg) |
| AB 2   | St 2305 – AB 20 – AB 19 – AB 23 – Engländer (Waldhaus im Spessart) – Sailaufer Forst – Sailauf – AB 12 – Weiberhof – St 2307 – Hösbach-Bahnhof – Schmerlenbach – Winzenhohl – St 2312 in Haibach                                                                                                  |
| AB 3   | (K 105 im Landkreis Darmstadt-Dieburg, Hessen) – Landesgrenze – Wenigumstadt – Pflaumheim (– Abzweig zur St 3115) – Großostheim – Landkreisgrenze – (MIL 22 im Landkreis Miltenberg) |
| AB 4   | St 2307 – Waldaschaff – AB 5 – St 2317 in Rothenbuch |
| AB 5   | /St 2317 – AB 4 – St 2308 in Weibersbrunn |
| AB 6   | St 2317 – Lichtenau – Landkreisgrenze – (MSP 26 im Landkreis Main-Spessart) – Landkreisgrenze – Erlenfurt – Landkreisgrenze – (MSP 26 im Landkreis Main-Spessart) – Landkreisgrenze – ohne Ort, ohne Abzweig einer klassifizierten Straße – Landkreisgrenze – (MSP 26 im Landkreis Main-Spessart) |
| AB 7   | AB 20 in Heinrichsthal – Oberlohrgrund – Unterlohrgrund – AB 23 |
| AB 8   | – Ringheim |
| AB 9   | (MIL 11 im Landkreis Miltenberg) – Landkreisgrenze – St 2308 in Heimbuchenthal |
| AB 10  | St 2309 – Daxberg – Breunsberg – AB 13 – Wenighösbach – in Hösbach |
| AB 11  | (ABs 11 in Aschaffenburg) – Landkreisgrenze – Dörrmorsbach |
| AB 12  | St 2306 in Geiselbach – AB 18 – Krombach – AB 19 – Blankenbach – St 2305 – Eichenberg – AB 24 – AB 2 in Sailauf |
| AB 13  | St 2443 – Rückersbach – Sternberg – Oberafferbach – St 2309 – Johannesberg – Breunsberg – AB 10 |
| AB 14  | Huckelheim – Oberwestern – Unterwestern – St 2306 in Schneppenbach |
| AB 15  | St 2317 – Landkreisgrenze – (MIL 35 im Landkreis Miltenberg) |
| AB 16  | – Stockstadt am Main – – Landkreisgrenze – (ABs 16 in Aschaffenburg) – Landkreisgrenze – St 3115 – Landkreisgrenze – (MIL 38 im Landkreis Miltenberg) |
| AB 17  | (Mainfähre) – Landesgrenze – Forschungsreaktor Karlstein – Großwelzheim – |
| AB 18  | St 2305 in Niedersteinbach – Dörnsteinbach – AB 12 – St 2306 in Hofstädten |
| AB 19  | AB 12 in Krombach – Schöllkrippen – St 2306 – Vormwald – AB 2/AB 23 |
| AB 20  | St 2305 in Kleinkahl – Edelbach – AB 2 – Heinrichsthal – AB 7 – Landkreisgrenze – (MSP 44 im Landkreis Main-Spessart) |
| AB 21  | St 2305 – Sommerkahl |
| AB 22  | (ABs 22 in Aschaffenburg) – Landkreisgrenze – AB 2 in Schmerlenbach |
| AB 23  | AB 2/AB 19 – Jakobsthal – AB 7 – St 2317 |
| AB 24  | AB 10 in Wenighösbach – St 2307 – Rottenberg – AB 12 in Sailauf |
| AB 25  | (ehemalige St 2805) – Alzenau |